# Wólka Profecka
Wólka Profecka – część miasta Puławy w Polsce położona w województwie lubelskim, w powiecie puławskim. Leży w północnej części miasta, wzdłuż ulicy o nazwie Wólka Profecka, w pobliżu ujścia Kurówki do Wisły.

## Historia
Wólka Profecka to dawniej samodzielna wieś. W latach 1867–1933 należała do gminy Nowa Aleksandria w powiecie nowoaleksandryjskim / puławskim, początkowo w guberni lubelskiej, a od 1919 w woj. lubelskim. Tam 14 października 1933 weszła w skład gromady o nazwie Wólka Profecka w gminie Końskowola, składającej się z samej wsi Wólka Profecka.
Miesiąc po tym, 17 listopada 1933, Wólkę Profecką (251,94 ha) włączono wraz z Włostowicami do Puław.
W Wólce Profeckiej urodził się 15 listopada 1903 roku polski leśnik, „Sprawiedliwy wśród Narodów Świata” Stanisław Stankiewicz.